# Papilio palinurus
A Papilio palinurus a rovarok (Insecta) osztályának lepkék (Lepidoptera) rendjébe, ezen belül a pillangófélék (Papilionidae) családjába tartozó faj.

## Előfordulása
Mianmar, Borneó, Indonézia és a Fülöp-szigetek területén honos.

## Alfajai
- Papilio palinurus adventus Fruhstorfer
- Papilio palinurus angustatus Staudinger, 1888
- Papiliopalinurus auffenbergi Späth, 1992
- Papiliopalinurus daedalus C. & R. Felder, 1861
- Papiliopalinurus nymphodorus Fruhstorfer
- Papiliopalinurus palinurus Fabricius, 1787

## Megjelenése
A szárnyfesztávolsága 90-100 milliméter. Mindkét nem szárnyán és testén elszórtan vannak fémfényű zöld pikkelyek. Az első szárnyak elülső szegélyének közepétől kezdve egy széles fémfényű sáv  folytatódik a hátsó szárnyak fekete–vörös szemfoltjáig. Az első szárnyak kerek végű háromszög alakúak. A hullámos szegélyű hátsó szárnyak lekerekített, megvastagodott végű, közepes hosszúságú faroknyúlvánnyal végződnek.